# Historia trzeciego poziomu ligi polskiej w piłce nożnej
Artykuł przedstawia historię trzeciego poziomu ligowego w polskiej piłce nożnej.

## 1953-1956
| Sezon | Gr. I stalinogradzka | Gr. II krakowska         | Gr. III warszawska | Gr. IV gdańska   | Gr. V poznańska | Gr. VI wrocławska    | Gr. VII rzeszowska | Gr. VIII łódzka     | Gr. IX szczecińska |
| ----- | -------------------- | ------------------------ | ------------------ | ---------------- | --------------- | -------------------- | ------------------ | ------------------- | ------------------ |
| 1953  | Górnik Zabrze        | Włókniarz Andrychów      | Gwardia Białystok  | Stal Gdańsk      | Gwardia Kalisz  | Ogniwo Wrocław       | KS Rzeszów         | Włókniarz Pabianice | -                  |
| 1954  | Stal Lipiny          | Kolejarz Prokocim Kraków | Spójnia Warszawa   | Stal Gdańsk      | Kolejarz Leszno | Spójnia Lubań Śląski | Włókniarz Krosno   | Stal Radom          | -                  |
| 1955  | Podlesianka Podlesie | Beskid Andrychów         | Bzura Chodaków     | Gedania Gdańsk   | Warta Poznań    | Sparta Lubań Śląski  | Stal Mielec        | Włókniarz Pabianice | -                  |
| 1956  | Piast Gliwice        | Włókniarz Chełmek        | Bzura Chodaków     | Pomorzanin Toruń | Start Kalisz    | CWKS Wrocław         | Stal Rzeszów       | Stal Radom          | Gwardia Szczecin   |

## 1957-1965/66

### Mistrzowie poszczególnych III lig okręgowych
- katowicka (2 grupy)
- krakowska (1957 i 1958 - 2 grupy)
- warszawska
- poznańska
- wrocławska
- rzeszowska
- łódzka
- bydgoska
- lubelska
- olsztyńska
- opolska
- szczecińska
- zagłębiowska
- zielonogórska
- kielecka (od 1958)
- białostocka (od 1959)
- koszalińska (od 1961)

## Baraże o II ligę 1953-1965/66[1]
| Sezon     | Ilość grup III ligi | Ilość uczestniczących drużyn | Poziomy barażów | Ilość grup barażowych | Beniaminkowie                                                                           | Uwagi                                                       |
| --------- | ------------------- | ---------------------------- | --------------- | --------------------- | --------------------------------------------------------------------------------------- | ----------------------------------------------------------- |
| 1953      | 8                   | 8                            | 2               | 1                     | KS Rzeszów, Górnik Zabrze                                                               | najpierw 4 dwumecze                                         |
| 1954      | 8                   | 8                            | 1               | 2                     | Stal Gdańsk, Stal Lipiny, Kolejarz Leszno, Spójnia Warszawa                             |                                                             |
| 1955      | 8                   | 8                            | 1               | 2                     | Sparta Lubań Śląski, Warta Poznań, Stal Mielec                                          |                                                             |
| 1956      | 10                  | 9                            | 1               | 3                     | CWKS Wrocław, Stal Radom, Stal Rzeszów                                                  |                                                             |
| 1957      | 17                  | 16                           | 1               | 4                     | Piast Nowa Ruda, Pogoń Szczecin, Unia Racibórz, Legia Krosno                            |                                                             |
| 1958      | 18                  | 16                           | 1               | 4                     | Unia Tarnów, Walter Rzeszów, Polonia Warszawa, Olimpia Poznań                           |                                                             |
| 1959      | 18                  | 18                           | 1               | 4                     | Bałtyk Gdynia, Unia Gorzów Wlkp., Garbarnia Kraków, Wawel Wirek                         |                                                             |
| 1960      | 18                  | 18                           | 2               | 6, 1                  | Lublinianka Lublin, Arka Gdynia                                                         | najpierw 6 grup po 3 drużyny, potem jedna 6-zespołowa grupa |
| 1961      | 19                  | 18                           | 2               | 6, 1                  | Slavia Ruda Śląska, Szombierki Bytom                                                    | najpierw 6 grup po 3 drużyny, potem jedna 6-zespołowa grupa |
| 1962      | 19                  | 19                           | 1               | 4                     | Dąb Katowice, Raków Częstochowa, Start Łódź, Polonia Gdańsk                             |                                                             |
| 1962/1963 | 19                  | 19                           | 1               | 4                     | Górnik Wałbrzych, Rapid/Orzeł Wełnowiec Katowice, Lublinianka Lublin, Zawisza Bydgoszcz |                                                             |
| 1963/1964 | 19                  | 19                           | 1               | 4                     | Górnik Thorez Wałbrzych, Victoria Jaworzno, Warmia Olsztyn, MZKS Gdynia                 |                                                             |
| 1964/1965 | 19                  | 24                           | 1               | 4                     | Górnik Kochłowice Ruda Śl., Hutnik Kraków, Motor Lublin, Lech Poznań                    |                                                             |
| 1965/1966 | 19                  | 24                           | 1               | 4                     | Lotnik Wrocław, Olimpia Poznań, Polonia Bydgoszcz, Warmia Olsztyn                       |                                                             |

## 1966/1967-1972/1973
| Sezon     | Gr. I                                                   | Gr. II                                                           | Gr. III                                                   | Gr. IV                                                                               |
| --------- | ------------------------------------------------------- | ---------------------------------------------------------------- | --------------------------------------------------------- | ------------------------------------------------------------------------------------ |
| 1966/1967 | ROW Rybnik                                              | Unia Tarnów                                                      | Włókniarz Pabianice                                       | Lech Poznań                                                                          |
| 1967/1968 | Piast Gliwice                                           | Górnik Wojkowice                                                 | Motor Lublin                                              | Arkonia Szczecin                                                                     |
| 1968/1969 | Urania Ruda Śląska                                      | Stal Mielec                                                      | Włókniarz Łódź                                            | MZKS Gdynia                                                                          |
| 1969/1970 | Piast Gliwice                                           | Star Starachowice                                                | Start Łódź                                                | Warta Poznań                                                                         |
| 1970/1971 | Górnik Wałbrzych                                        | AKS Górnik Niwka Sosnowiec                                       | Włókniarz Pabianice                                       | Lech Poznań                                                                          |
| 1971/1972 | MGKS Mikulczyce-Rokitnica                               | Wisłoka Dębica                                                   | Widzew Łódź                                               | Lechia Gdańsk                                                                        |
| 1972/1973 | Metal Kluczbork, BKS Stal Bielsko-Biała, GKS Jastrzębie | Stal Stalowa Wola, GKS Tychy, Garbarnia Kraków, Górnik Wojkowice | Lublinianka Lublin, Motor Lublin, Avia Świdnik, RKS Ursus | Stoczniowiec Gdańsk, Bałtyk Gdynia, Warta Poznań, Arkonia Szczecin, Gwardia Koszalin |

## 1973/1974 - 1975/1976
- 1973/1974 - 21 klas wojewódzkich (białostocka, bydgoska I, bydgoska II, gdańska, katowicka I, katowicka II, kielecka, koszalińska, krakowska I, krakowska II, łódzka, lubelska, olsztyńska, opolska płd., opolska płn., poznańska, rzeszowska, szczecińska, warszawska, wrocławska, zielonogórska) -  310 drużyn
- 1974/1975 - 22 klasy wojewódzkie (białostocka, bydgoska, gdańska, katowicka I, katowicka II, kielecka, koszalińska, krakowska I, krakowska II, łódzka, lubelska, olsztyńska, opolska płd., opolska płn., poznańska I, poznańska II,  rzeszowska, szczecińska, warszawska, Mazowsze, wrocławska, zielonogórska) -  308 drużyn
- 1975/1976 - 23 ligi okręgowe (Biała Podlaska, Chełm, Lublin, Zamość;  Białystok,  Bydgoszcz,  Gdańsk,  Katowice I,  Katowice II,  Kielce,  Koszalin,  Kraków I,  Kraków II,  Łódź,  Olsztyn,  Opole płn.,  Opole płd.,  Poznań I,  Poznań II,  Rzeszów,  Szczecin,  Warszawa I,  Warszawa II,  Wrocław I,  Wrocław II, Zielona Góra) -  326 drużyn

### Baraże o II ligę
| Sezon     | Ilość grup III ligi | Ilość uczestniczących drużyn | Poziomy barażów | Ilość grup barażowych | Beniaminkowie                                                                                                 |
| --------- | ------------------- | ---------------------------- | --------------- | --------------------- | --- |
| 1973/1974 | 21                  | 18                           | 1               | 6                     | Stal Stocznia Szczecin, Polonia Warszawa, Olimpia Poznań, Moto Jelcz Oława, Siarka Tarnobrzeg, Radomiak Radom |
| 1974/1975 | 22                  | 24                           | 1               | 6                     | Dąb Dębno, Jagiellonia Białystok, Polonia Bydgoszcz, Zagłębie Lubin, Korona Kielce, Małapanew Ozimek          |
| 1975/1976 | 23                  | 24                           | 1               | 6                     | Arkonia Szczecin, Olimpia Elbląg, Concordia Piotrków Tryb., Górnik Wałbrzych, Hutnik Kraków, Unia Tarnów      |

## 1976/1977 - 1988/1989
- 1976/77 - 1979/80: gr. I - pomorska, gr. II - warszawsko-mazurska, gr. III - lubelska, gr. IV - małopolska, gr. V - śląska, gr. VI - dolnośląska, gr. VII -wielkopolska,

gr. VIII - centralna
- 1980/81 - 1981/82: gr. I - pomorsko-wielkopolska, gr. II - warszawsko-mazursko-centralna, gr. III - śląsko-dolnośląska, Gr. IV - małopolsko-lubelska
- 1982/83 - 1988/89: gr. I - wielkopolska, gr. II -pomorska, gr. III - warszawsko-mazurska, gr. IV - centralna, gr. V - dolnośląska, gr. VI - śląska, gr. VII - lubelska,

gr. VIII - małopolska
| Sezon     | Gr. I                                | Gr. II                                | Gr. III                               | Gr. IV                               | Gr. V              | Gr. VI                        | Gr. VII                | Gr. VIII                 |
| --------- | ------------------------------------ | ------------------------------------- | ------------------------------------- | ------------------------------------ | ------------------ | ----------------------------- | ---------------------- | ------------------------ |
| 1976/1977 | Budowlani Bydgoszcz                  | Polonia Warszawa                      | Radomiak Radom                        | Resovia                              | Odra Wodzisław     | Chemik Kędzierzyn             | Warta Poznań           | Start Łódź               |
| 1977/1978 | Goplania Inowrocław                  | RKS Ursus                             | Błękitni Kielce                       | Cracovia                             | Raków Częstochowa  | Zagłębie Lubin                | Stilon Gorzów Wlkp.    | Concordia Piotrków Tryb. |
| 1978/1979 | Chemik Bydgoszcz                     | Stal FSO Warszawa                     | Broń Radom                            | Hutnik Kraków                        | GKS Jastrzębie     | Odra Wrocław                  | Stal Stocznia Szczecin | Włókniarz Pabianice      |
| 1979/1980 | Gwardia Koszalin                     | Jagiellonia Białystok                 | Błękitni Kielce                       | Stal Rzeszów                         | Górnik Knurów      | Kryształ Stronie Śląskie      | Arkonia Szczecin       | Wisła Płock              |
| 1980/1981 | Gryf Słupsk, Błękitni Stargard Szcz. | Olimpia Elbląg                        | Urania Ruda Śląska, Raków Częstochowa | BKS Stal Bielsko-Biała, Avia Świdnik | -                  | -                             | -                      | -                        |
| 1981/1982 | Arkonia Szczecin, Celuloza Kostrzyn  | Włókniarz Pabianice, Polonia Warszawa | Odra Wodzisław, Zagłębie Lubin        | Lublinianka Lublin, Korona Kielce    | -                  | -                             | -                      | -                        |
| 1982/1983 | Chemik Police                        | Lechia Gdańsk                         | Jagiellonia Białystok                 | Wisła Płock                          | Moto Jelcz Oława   | Victoria Jaworzno             | Hutnik Warszawa        | Igloopol Dębica          |
| 1983/1984 | Chrobry Głogów                       | Zawisza Bydgoszcz                     | Polonia Warszawa                      | Start Łódź                           | Ślęza Wrocław      | AKS Górnik Niwka Sosnowiec    | Avia Świdnik           | Stal Rzeszów             |
| 1984/85   | Dozamet Nowa Sól                     | Arka Gdynia                           | Olimpia Elbląg                        | RKS Ursus                            | Odra Opole         | GKS Jastrzębie                | Broń Radom             | Unia Tarnów              |
| 1985/86   | Stilon Gorzów Wlkp.                  | Gwardia Koszalin                      | Hutnik Warszawa                       | Wisła Płock                          | Piast Nowa Ruda    | Urania Ruda Śląska            | Avia Świdnik           | Sandecja Nowy Sącz       |
| 1986/1987 | Stal Stocznia Szczecin               | Stoczniowiec Gdańsk                   | Gwardia Szczytno                      | GKS Bełchatów                        | Zagłębie Wałbrzych | Odra Opole                    | Błękitni Kielce        | Stal Rzeszów             |
| 1987/1988 | Chemik Police                        | Chemik Police                         | Stomil Olsztyn                        | Boruta Zgierz                        | Moto Jelcz Oława   | Górnik Pszów Wodzisław Śląski | Górnik Łęczna          | Karpaty Krosno           |
| 1988/1989 | Stal Stocznia Szczecin               | Elana Toruń                           | Bug Wyszków                           | Włókniarz Pabianice                  | Miedź Legnica      | GKS Tychy                     | Siarka Tarnobrzeg      | Garbarnia Kraków         |

W sezonach 1976/77 - 1979/80 trzeci poziom ligowy nazywał się klasą międzywojewódzką (klasą "M").

## 1989/1990
| Gr. północna                      | Gr. wschodnia   | Gr. śląska        | Gr. południowo-zachodnia |
| --------------------------------- | --------------- | ----------------- | ------------------------ |
| Ostrovia 1909 Ostrów Wielkopolski | Hutnik Warszawa | Raków Częstochowa | Korona Kielce            |

## 1990/1991-1997/1998
| Sezon     | gr. gdańska                                           | gr. lubelska                       | gr. łódzka                                    | gr. katowicka                                                         | gr. krakowska                                      | gr. poznańska                          | gr. szczecińska      | gr. warszawska                        | gr. wrocławska                                       |
| --------- | ----------------------------------------------------- | ---------------------------------- | --------------------------------------------- | --------------------------------------------------------------------- | -------------------------------------------------- | -------------------------------------- | -------------------- | ------------------------------------- | ---------------------------------------------------- |
| 1990/1991 | (VII) Chemik Bydgoszcz, Bałtyk Gdynia, Olimpia Elbląg | (VI) Avia Świdnik, Błękitni Kielce | (I) GKS Bełchatów, Boruta Zgierz, Wisła Płock | (V) Górnik Pszów Wodzisław Śląski, Naprzód Rydułtowy Wodzisław Śląski | (III) Wisłoka Dębica, Sandecja Nowy Sącz, Cracovia | (IX) Warta Poznań                      | (VIII) Chemik Police | (II) Polonia Warszawa, Stomil Olsztyn | (IV) Chrobry Głogów, Ślęza Wrocław, Moto Jelcz Oława |
| 1991/1992 | (IX)Arka Gdynia                                       | (VI)Hetman Zamość                  | (VIII)Górnik Konin                            | GKS Tychy                                                             | (III) Karpaty Krosno                               | (II) Sokół Pniewy                      | (I) Gwardia Koszalin | (V) Hutnik Warszawa                   | (VII)Lechia Dzierżoniów                              |
| 1992/1993 | (VI)Elana Toruń                                       | (V) Radomiak Radom                 | (II) Włókniarz Pabianice                      | (VIII) Odra Wodzisław Śląski                                          | (I) Okocimski KS Brzesko                           | (III) Kotwica Kórnik, Gwardia Koszalin |                      | (IV) Bug Wyszków                      | (VII)Chrobry Głogów                                  |
| 1993/1994 | (VI)Pomezania Malbork                                 | (IV)Lublinianka Lublin             | (III)Górnik Konin                             | (I) Krisbut Myszków                                                   | Unia Tarnów                                        | (VII)Amica Wronki                      |                      | (II) Dominet Piaseczno                | (VIII)Pogoń Oleśnica                                 |
| 1994/1995 | (VI) Polonia Gdańsk                                   | (IV) KSZO Ostrowiec Świętokrzyski  | (II) RKS Radomsko                             | (III)Varta Namysłów                                                   | (V) Cracovia                                       | (VII) Chemik Police                    |                      | (I) Świt Nowy Dwór Mazowiecki         | (VIII)Lechia Zielona Góra                            |
| 1995/1996 | (VII) Elana Toruń                                     | (V) Górnik Łęczna                  | (III)Ceramika Opoczno                         | (I) Ruch Radzionków                                                   | (VI)Wawel Kraków                                   | (VIII)Dyskobolia Grodzisk Wielkopolski |                      | (II) Dolcan Ząbki                     | (IV)KP Wałbrzych                                     |
| 1996/1997 | (V) Polonia Gdańsk                                    | (IV) Korona Kielce                 | (III) Jagiellonka Nieszawa                    | (VIII)Odra Opole                                                      | (VI)Czuwaj Przemyśl                                | (I) Warta Poznań                       |                      | (VII) Warmia Olsztyn                  | (II)KemBud Jelenia Góra                              |
| 1997/1998 | (V) Arka Gdynia                                       | (VIII)Orlęta Łuków                 | (I) Piotrcovia Piotrków Trybunalski           | (III) Grunwald Ruda Śląska                                            | (IV) Stal Sanok                                    | (VI)Stal Telgom Szczecin               |                      | (VII) Gwardia Warszawa                | (II)Polar Wrocław                                    |

W sezonie 1990/91 trzeci poziom ligowy nazywał się klasą makroregionalną (klasą "MR").

## 1998/1999 -1999/2000
| Sezon     | gr. północno-wschodnia        | gr. zachodnia        | gr. centralno-południowa | gr. południowo-wschodnia |
| --------- | ----------------------------- | -------------------- | ------------------------ | ------------------------ |
| 1998/1999 | (IV)Świt Nowy Dwór Mazowiecki | (III)Polar Wrocław   | (I)Włókniarz Kietrz      | (II)Siarka Tarnobrzeg    |
| 1999/2000 | (I)Dolcan Ząbki               | (II)Górnik Polkowice | (III)Zagłębie Sosnowiec  | Tłoki Gorzyce            |

## 2000/2001 - 2007/2008
| Sezon     | gr. I                           | gr. II                  | gr. III                            | gr. IV                             |
| --------- | ------------------------------- | ----------------------- | ---------------------------------- | ---------------------------------- |
| 2000/2001 | Jagiellonia Białystok           | Arka Gdynia             | Szczakowianka Jaworzno             | Hutnik Kraków                      |
| 2001/2002 | Piotrcovia Piotrków Trybunalski | Aluminium Konin         | Marbet-Ceramed Bielsko-Biała       | Stal Stalowa Wola                  |
| 2002/2003 | Jagiellonia Białystok           | Błękitni Stargard       | Piast Gliwice                      | Cracovia                           |
| 2003/2004 | MKS Mława, Radomiak Radom       | Kujawiak Włocławek      | Zagłębie Sosnowiec                 | Korona Kielce                      |
| 2004/2005 | Drwęca Nowe Miasto Lubawskie    | Lechia Gdańsk           | Śląsk Wrocław, Polonia Bytom       | HEKO Czermno                       |
| 2005/2006 | ŁKS Łomża                       | Unia Janikowo           | Miedź Legnica, Odra Opole          | Kmita Zabierzów, Stal Stalowa Wola |
| 2006/2007 | Znicz Pruszków, Pelikan Łowicz  | Tur Turek, Warta Poznań | GKS Jastrzębie Zdrój, GKS Katowice | Motor Lublin                       |
| 2007/2008 | Dolcan Ząbki                    | Flota Świnoujście       | GKP Gorzów Wielkopolski            | Górnik Łęczna                      |

## 2008/2009-2014/2015
| Sezon     | gr. zachodnia                               | gr. wschodnia                                    |
| --------- | ------------------------------------------- | ------------------------------------------------ |
| 2008/2009 | MKS Kluczbork, Pogoń Szczecin               | KSZO Ostrowiec Świętokrzyski, Sandecja Nowy Sącz |
| 2009/2010 | Ruch Radzionków, Górnik Polkowice           | LKS Nieciecza, Kolejarz Stróże                   |
| 2010/2011 | Olimpia Grudziądz, Zawisza Bydgoszcz        | Olimpia Elbląg, Wisła Płock                      |
| 2011/2012 | Miedź Legnica, GKS Tychy                    | Okocimski KS Brzesko, Stomil Olsztyn             |
| 2012/2013 | Energetyk ROW Rybnik, Chojniczanka Chojnice | Wisła Płock, Puszcza Niepołomice                 |
| 2013/2014 | Chrobry Głogów, Bytovia Bytów               | Wigry Suwałki, Pogoń Siedlce                     |

## od 2014/2015
| Sezon     | Awans do I ligi                                               |
| --------- | ------------------------------------------------------------- |
| 2014/2015 | MKS Kluczbork, Zagłębie Sosnowiec, Rozwój Katowice            |
| 2015/2016 | Stal Mielec, Znicz Pruszków, GKS Tychy, Wisła Puławy          |
| 2016/2017 | Raków Częstochowa, Odra Opole, Puszcza Niepołomice            |
| 2017/2018 | GKS 1962 Jastrzębie, ŁKS Łódź, Warta Poznań, Garbarnia Kraków |
| 2018/2019 | Radomiak Radom, Olimpia Grudziądz, GKS Bełchatów              |
| 2019/2020 | Górnik Łęczna, Widzew Łódź, Resovia                           |
| 2020/2021 | Górnik Polkowice, GKS Katowice, Skra Częstochowa              |
| 2021/2022 | Stal Rzeszów, Chojniczanka Chojnice, Ruch Chorzów             |
| 2022/2023 | Polonia Warszawa, Znicz Pruszków, Motor Lublin                |

## Podsumowanie
| Sezony              | Liczba okręgów | Liczba grup | Liczba drużyn | Nazewnictwo                     |
| ------------------- | -------------- | ----------- | ------------- | ------------------------------- |
| 1953-1955           | -              | 8           | 93, 89, 105   | III liga                        |
| 1956                | -              | 9           | 121           | III liga                        |
| 1957                | 15             | 17          | 190           | III liga okręgowa               |
| 1958                | 16             | 18          | 200           | III liga okręgowa               |
| 1959-1960           | 17             | 18          | 213, 204      | III liga okręgowa               |
| 1961-1965/1966      | 18             | 19          | 232-248       | III liga okręgowa               |
| 1966/1967-1972/1973 | -              | 4           | 64-65         | III liga międzywojewódzka       |
| 1973/1974           | 17             | 21          | 310           | klasa wojewódzka                |
| 1974/1975           | 17             | 22          | 308           | klasa wojewódzka                |
| 1975/1976           | 17             | 23          | 326           | klasa wojewódzka                |
| 1976/1977-1979/1980 | -              | 8           | 112-115       | III liga międzywojewódzka       |
| 1980/1981-1981/1982 | -              | 4           | 58-59         | III liga międzywojewódzka       |
| 1982/1983-1988/1989 | -              | 8           | 112-116       | III liga międzywojewódzka       |
| 1989/1990           | -              | 4           | 80            | III liga międzywojewódzka       |
| 1990/1991-1991/1992 | -              | 9           | 135, 143      | III liga międzywojewódzka       |
| 1992/1993-1997/1998 | -              | 8           | 136-145       | III liga międzywojewódzka       |
| 1998/1999-2007/2008 | -              | 4           | 62-80         | III liga międzywojewódzka       |
| 2008/2009-2013/2014 | -              | 2           | 36            | II liga (wschodnia i zachodnia) |
| od 2014/2015        | -              | 1           | 18            | II liga                         |